# Kim Stanley
Patricia Kimberley Reid (ur. 11 lutego 1925 w Tularosa, zm. 20 sierpnia 2001 w Santa Fe) – amerykańska aktorka, dwukrotnie nominowana do Oscara za role w filmach Seans w deszczowe popołudnie i Frances.